# Pantelimon Manta
Pantelimon Manta (n. 1 ianuarie 1952, Novaci, România) este un politician român, membru al Parlamentului României. Deputatul Pantelimon Manta este doctor în drept. În legislatura 2004-2008, deputatul Pantelimon Manta a fost membru în grupurile parlamentare de prietenie cu Statul Plurinațional Bolivia, Statele Unite Mexicane și Mongolia. Pantelimon Manta a fost prefect de Gorj în perioada 1996-2000. În perioada decembrie 1989 - octombrie 2004, Pantelimon Manta a fost membru FSN și PD. 